# Kálmán Mészöly
Kálmán Mészöly (ur. 16 lipca 1941 w Budapeszcie, zm. 21 listopada 2022 tamże) – węgierski piłkarz występujący na pozycji obrońcy. Trener piłkarski. Ojciec Gézy Mészölya, także piłkarza i trenera.

## Kariera klubowa
Mészöly przez całą karierę piłkarską związany był z klubem Vasas SC, którego barwy reprezentował w latach 1959–1972. W tym czasie zdobył z nim 4 mistrzostwa Węgier (1961, 1962, 1965, 1966), a w barwach Vasasu rozegrał 279 spotkań i zdobył 32 bramki.

## Kariera reprezentacyjna
W reprezentacji Węgier Mészöly zadebiutował 13 grudnia 1961 roku w zremisowanym 0:0 towarzyskim spotkaniu z Chile. W 1962 roku został powołany do kadry na mistrzostwa świata. Zagrał na nich w meczach z Anglią (2:1), Bułgarią (6:1), Argentyną (0:0) i Czechosłowacją (0:1). Z tamtego turniej Węgry odpadły w ćwierćfinale.
W 1964 roku Mészöly był uczestnikiem mistrzostw Europy. Wystąpił na nich w pojedynkach z Hiszpanią (1:1, 1:2 po dogrywce) i Danią (1:1, 3:1 po dogrywce). Tamten turniej Węgry zakończyły na 3. miejscu.
5 września 1965 roku w wygranym 3:0 spotkaniu eliminacji mistrzostw świata 1966 z Austrią Mészöly zdobył pierwszą bramkę w zespole narodowym. W 1966 roku ponownie wziął udział w Mistrzostwach Świata. Zagrał na nich w meczach z Portugalią (1:3), Brazylią (3:1), Bułgarią (3:1) i Związkiem Radzieckim (1:2). W pojedynkach z Brazylią i Bułgarią strzelił po jednym golu. Z tamtego mundialu Węgry odpadły w ćwierćfinale.
W latach 1961–1971 w drużynie narodowej Mészöly rozegrał w sumie 61 spotkań i zdobył 6 bramek.

## Kariera trenerska
Karierę jako trener Mészöly rozpoczynał w 1972 roku w zespole Ganz-Mávag SE. Następnie trenował kluby Budafoki MTE, Békéscsaba oraz Vasas SC. W 1980 roku został selekcjonerem reprezentacji Węgier. W 1982 roku wziął z nią udział w Mistrzostwach Świata. Prowadzona przez niego kadra rozegrała 3 spotkania: z Salwadorem (10:1), Argentyną (1:4) i Belgią (1:1). Tamten turniej zakończyła na fazie grupowej.
W 1983 roku Mészöly wrócił do Vasasu. Następnie prowadził reprezentację Turcji, Fenerbahçe SK oraz Altay SK, ponownie Vasas i reprezentację Węgier, Al-Ittihad oraz po raz kolejny Vasas i reprezentację Węgier.